# Keera longipalpis
Genre
Espèce
Keera longipalpis, unique représentant du genre Keera, est une espèce d'araignées aranéomorphes de la famille des Desidae.

## Distribution
Cette espèce est endémique de Nouvelle-Galles du Sud en Australie. Elle se rencontre sur le mont Keira.

## Description
La carapace de la femelle holotype mesure 4,0 mm de long sur 2,6 mm de large et l'abdomen 3,0 mm de long sur 2,2 mm de large. La carapace du mâle paratype mesure 4,0 mm de long sur 2,9 mm de large et l'abdomen 3,6 mm de long sur 2,4 mm de large.

## Publication originale
- Davies, 1998 : A revision of the Australian metaltellines (Araneae: Amaurobioidea: Amphinectidae: Metaltellinae). Invertebrate Taxonomy, vol. 12, no 2, p. 211-243.